# Jan Brueghel (festő, 1568–1625)
Idősebb Jan Brueghel, közkeletű nevén Bársony Brueghel, Virágos Brueghel (Brüsszel, 1568 – Antwerpen, 1625. január 13.) elismert flamand festő, Pieter Bruegel fia.

## Élete
Idősebb Jan Brueghel (ejtsd: bröhel) 1589-ben Itáliába utazott, és 1592-től 1595-ig Rómában tartózkodott. Miután visszatért Flandriába, 1597-ben belépett az antwerpeni Szent Lukács-céhbe. 1599. január 23-án feleségül vette Isabella de Jodét. Ebből a házasságból született 1601. szeptember 13-án első fia, ifjabb Jan Brueghel, a későbbi neves festő.

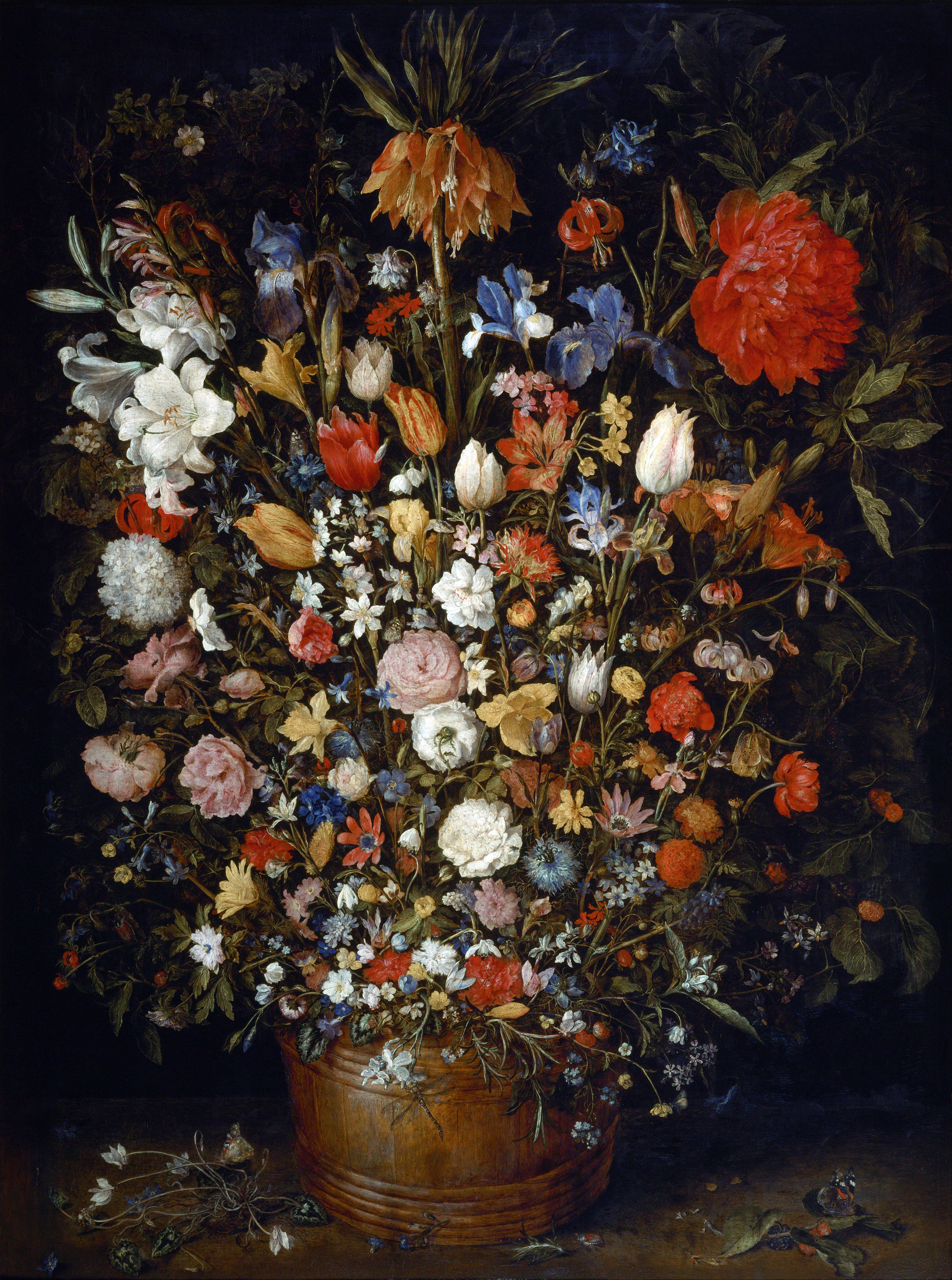
Virágcsokor (1606/7)

1601-1602-ben a Szent Lukács-céh dékánja volt, később 1604-ben Prágába utazott, majd 1606-ban a németalföldi helytartók, Albrecht és Isabella főhercegi pár brüsszeli udvarában dolgozott, ahol első ízben nyílt alkalma tehetsége bizonyítására. Idősebb Jan Brueghel 1625. január 13-án járványban halt meg, amelynek még ebben a hónapban három lánya is áldozatul esett.
Jan Brueghel művei közül megnyerő képességeiről ad bizonyságot számos tájképe, amelyeken miniatúrafestőhöz méltó finom kidolgozással festett mitológiai, bibliai vagy allegorikus jelenetek elevenednek meg. Aprólékosan kidolgozott virágcsendéletei is ismertek. Rubens számára is festett tájképi háttereket.